# Casa Senyorial de Pasiene
La Casa Senyorial de Pasiene (en letó: Pasienes muižas pils) es troba a la regió històrica de Latgàlia, al municipi de Zilupe de l'est de Letònia.